# Festival international du film Nouveaux Horizons 2019
Le Festival international du film Nouveaux Horizons 2019, 19e édition du festival, se déroule du 25 juillet au 4 août 2019.

## Déroulement et faits marquants
Le 3 août 2019, le palmarès est dévoilé : c'est le film britannique Bait (en)  de Mark Jenkin (en) qui remporte le Grand Prix.

## Jury
- Isabella Eklöf, réalisatrice
- Johann Lurf, réalisateur
- Rasha Salti, programmatrice
- Agnieszka Smoczyńska, réalisatrice
- Kim Yutani, programmatrice

## Sélection

### Sélection officielle - en compétition
- Alva de Ico Costa  Portugal
- A Russian Youth (Malczik russkij) de Alexandre Zolotoukhine  Russie
- Bait (en)  de Mark Jenkin (en)  Royaume-Uni
- Viendra le feu (O que arde) de Oliver Laxe  Espagne
- Ghost Tropic de Bas Devos  Belgique
- Jessica Forever de Caroline Poggi et Jonathan Vinel  France
- Jinpa de Pema Tseden  Chine
- Koko-di Koko-da de Johannes Nyholm  Suède  Danemark
- Ray & Liz de Richard Billingham  Royaume-Uni
- Take Me Somewhere Nice de Ena Sendijarević  Pays-Bas
- The Children of the Dead de Kelly Copper et Pavol Liska  Autriche
- Sortilège (Tlamess) de Ala Eddine Slim  Tunisie  France

## Palmarès
- Grand Prix : Bait (en)  de Mark Jenkin (en)